# Binay Kandulna
Binay Kandulna (ur. 3 stycznia 1964 w Gondra) – indyjski duchowny rzymskokatolicki, od 2012 biskup Khunti.

## Życiorys
Święcenia kapłańskie przyjął 23 kwietnia 1994 i został inkardynowany do diecezji Khunti. Pracował jako wikariusz w Mahugaon i przy katedrze w Khunti, jednocześnie pełniąc obowiązki m.in. katechety w szkole średniej oraz sędziego trybunału kościelnego. Od 2004 współpracował z indyjską nuncjaturą.
10 lutego 2009 został prekonizowany biskupem pomocniczym Ranchi ze stolicą tytularną Auzegera. Sakry biskupiej udzielił mu 1 maja 2009 kard. Telesphore Toppo.
30 listopada 2012 roku został mianowany ordynariuszem diecezji Khunti.